# Тетраселенид трисамария
Тетраселенид трисамария — бинарное неорганическое соединение
самария и селена
с формулой Sm3Se4,
кристаллы.

## Получение
- Нагревание чистых веществ в вакууме:

{\displaystyle {\mathsf {3Sm+4Se\ {\xrightarrow {2000^{o}C}}\ Sm_{3}Se_{4}}}}

## Физические свойства
Тетраселенид трисамария образует кристаллы
кубической сингонии, пространственная группа I 43d, параметры ячейки a = 0,8894 нм, Z = 4 
структура типа тетрафосфида тритория Th3P4
.
Соединение плавится при температуре 1900÷2000°С
и имеет область гомогенности 55÷60 ат.% селена
.